# Geteu
Geteu est une ancienne commune française du département des Pyrénées-Atlantiques. En 1828, la commune est unie à Laruns.

## Géographie
Geteu se situe dans la vallée d'Ossau, vallée béarnaise située à l'est du département, limitrophe des Hautes-Pyrénées à l'est et de l'Aragon au sud. 

## Toponymie
Le toponyme Geteu apparaît sous les formes 
Yeteu (1385, censier de Béarn), 
Géteu (1863, dictionnaire topographique Béarn-Pays basque) et 
Getten (1793 ou an II).

## Histoire
Paul Raymond note qu'en 1385, Geteu comptait 5 feux et dépendait du bailliage d'Ossau.

## Démographie
| 1793 | 1800 | 1806 | 1821 |
| ---- | ---- | ---- | ---- |
| 55   | 57   | 55   | 74   |

## Pour approfondir